# Стрез
Стрез — болгарский аристократ, севастократор в период 1211—1214 гг. Происходил из династии Асеней. Племянник царей Ивана Асена I, Петра Асена и Калояна. Предполагается, что Стрез — брат царя Борила.

## Самостоятельный владетель
После вхождения на болгарский престол Борила, Стрез бежал в Сербию и нашёл убежище при дворе Стефана Немани. При поддержке сербских отрядов Стрез захватил часть Македонии.Своей столицей Стрез избрал неприступную крепость Просек у реки Вардар. После этого Стрез разорвал вассальную присягу сербам и стал самостоятельным владетелем. Его земли простирались от реки Струма до Охрида, а по некоторым данным, он также владел Деволом и Касторией.
Стрез заключил союз с эпирским деспотом Михаилом Комнином. Тогда же Стрез принес клятву верности латинскому императору Генриху Фландрскому. В 1211 г. Стрез заключил союз и признал верховенство царя Борила, а тот даровал ему титул севастократора. На практике Стрез сохранял независимость. Попытка Стреза захватить Фессалоникское королевство закончилось поражением.
В 1213 г. царь Борил и император Генрих заключили мир, а в 1214 г. к антисербской коалиции присоединились Стрез и Михаил Комнин. Для переговоров в лагерь Стреза прибыл сербский архиепископ Савва, который безуспешно попытался переманить владетеля на сербскую сторону. После отъезда архиепископа севастократор был убит при загадочных обстоятельствах. После смерти Стреза его владения были захвачены Стефаном Первовенчанным. Однако по другим представлениям, земли Стреза отошли к территории царя Борила, а к 1218 г. их оккупировал эпирский деспот Феодор Комнин. После битвы на р. Клокотнице (1230 г.) в во время царя Ивана Асеня ІІ область Стреза снова была присоединена к государственной территории Болгарского царства. В известном Синодике царя Борила, официальный памятник Болгарской патриархии в Тырново присутствует имя "севастократора Стреза" - свидетельство о его реабилитации со стороны центральной власти в средневековой Болгарии.

## Источник
- «Житие архиепископа Саввы» — Феодосий (сербский книжник XIV века).